# Ždánice (Boêmia Central)
Ždánice é uma comuna checa localizada na região da Boêmia Central, distrito de Kolín.